# 岡野ハジメ
岡野 ハジメ（おかの はじめ、1956年11月26日 - ）は、日本の音楽プロデューサー、作曲家、編曲家。愛知県生まれ。明治学院大学出身。

## 来歴
17歳でベースを始め、1977年、『スペース・サーカス』でプロ・デビュー。かの香織がヴォーカルを務めていたグループ『ショコラータ』や、『東京ブラボー』を経て、バンド『PINK』に参加。『PINK』凍結（解散）後はプロデュースも手がけるようになる。
その一方で、SALON MUSICの吉田仁と『QUADRAPHONICS』を結成し、アルバム2枚を発売。1991年にDELPHINE、D.I.E.らと多国籍バンド 「FLESH」を結成するも同年に解散。
1997年から現在までL'Arc〜en〜Cielの音楽プロデューサーを務めている。日本のヴィジュアル・シーンに多大な影響を与えたDEAD ENDをデビュー直後からプロデュース。2009年の再結成時以降もプロデューサーとして音源制作に参加している。
独自のロック哲学を持ち、日本では数少ないロックな感覚をリアルに持ったプロデューサーとして、現在も多くのアーティストのプロデューサーとして活躍中。
ホッピー神山、スティーヴ エトウらと共に「PUGS」というグループで、海外を視野に入れて活動。97年、アメリカ最大のオルタナ・フェスであったロラ・パルーザに出演し、全米をツアーした。
かなりの楽器マニアとしても知られ、グレコのGoB-2ベースを自らカスタマイズしたVIBRA 1号機はスター・ウォーズに出て来たスノースピーダーの様なルックスであった。Dragon Ashのベーシスト馬場育三は当時熱狂的ファンでそっくり同じVIBRA1号機を自作しており、メジャー・デビュー後その自作コピーしたVIBRA1号機を持ってベースマガジンの表紙に載った事でさらに有名になる。その後のVIBRA BASSは進化を続けているがコード・ネームが変更となり1～3号機、その後はVIBRA FW-117等と呼称が変更されている。VIBRA1・2号機は本人が所有、3号機は熱狂的なファン・村雨サトシが自作した1号機のコピー・モデルで、PUGSメジャー・デビューのキャンペーン会場（渋谷タワーレコード・イベントスペース楽屋）にて岡野本人により3号機を名乗ることを許可されている。またPOLYSICSプロデュース時にバンドのベーシスト・フミが使っていたYAMAHAのヤマハ・SBVベースを気に入り、YAMAHAと共同で限定100本のSBV-J1/J2をプロデュース。安価ながらプロの現場でも使える優秀なベースと専門誌等で評価される。

## 人物
かなりの特撮や玩具、プラモデルのマニアであり、過去にWe ROCK誌（87年10月号）でCRAZY COOL JOEと対談した際には音楽の話よりゴジラやウルトラQの話ばかりになったことがある。この対談で岡野が最初に影響を受けたアーティストに伊福部昭と冨田勲の名を挙げていた。織田哲郎は、大学時代の後輩である。

## プロデュースした主なアーティスト
- 相川七瀬
- Alice Nine
- Eins:Vier
- エレファントカシマシ
- ENDS
- 上杉昇
- CASCADE
- 筋肉少女帯
- Psycho le Cemu
- シド
- SHAKALABBITS
- Janne Da Arc
- スターリン
- ちわきまゆみ
- CHERRY GIRLS PROJECT
- D
- DEAD END
- TOTALFAT
- TRANSTIC NERVE
- NICO Touches the Walls
- fade
- BLue-B
- BREATH
- ベッキー♪♯
- POLYSICS
- ムック
- Mary's Blood
- La'cryma Christi
- L'Arc〜en〜Ciel

他多数

## 著書
| 種別   | 発売日       | タイトル                                                              | 発行                                   | ISBN                   | 備考 |
| ------ | ------------ | --------------------------------------------------------------------- | -------------------------------------- | ---------------------- | --- |
| 単行本 | 2019年4月3日 | 音楽プロデューサー 岡野ハジメ エンサイクロペディア CATHARSIS OF MUSIC | シンコーミュージック・エンタテイメント | ISBN 978-4-4016-4715-6 | 本書では岡野ハジメのレコーディングヒストリーを軸に、プロデュース論やスケール論、自宅スタジオや機材写真などを通して、自身のプロデューサーとしての仕事ぶりを綴ったものとなっている。 |